# Another Eternity
Another Eternity è il secondo album in studio del gruppo musicale canadese Purity Ring, pubblicato nel 2015.

## Tracce
Testi e musiche di Corin Roddick e Megan James.
1. Heartsigh – 3:19
2. Bodyache – 2:53
3. Push Pull – 3:27
4. Repetition – 3:38
5. Stranger than Earth – 4:18
6. Begin Again – 3:37
7. Dust Hymn – 3:30
8. Flood on the Floor – 3:14
9. Sea Castle – 3:27
10. Stillness in Woe – 4:00